# Esme Hubbard
Esme Hubbard (1879 – Londres, 1951) foi um ator britânico da era do cinema mudo.

## Filmografia selecionada
- His Dearest Possession (1919)
- Linked by Fate (1919)
- The Amazing Quest of Mr. Ernest Bliss (1920)
- Dollars in Surrey (1921)
- Simple Simon (1922)
- Mist in the Valley (1923)